# Kutani-Keramik

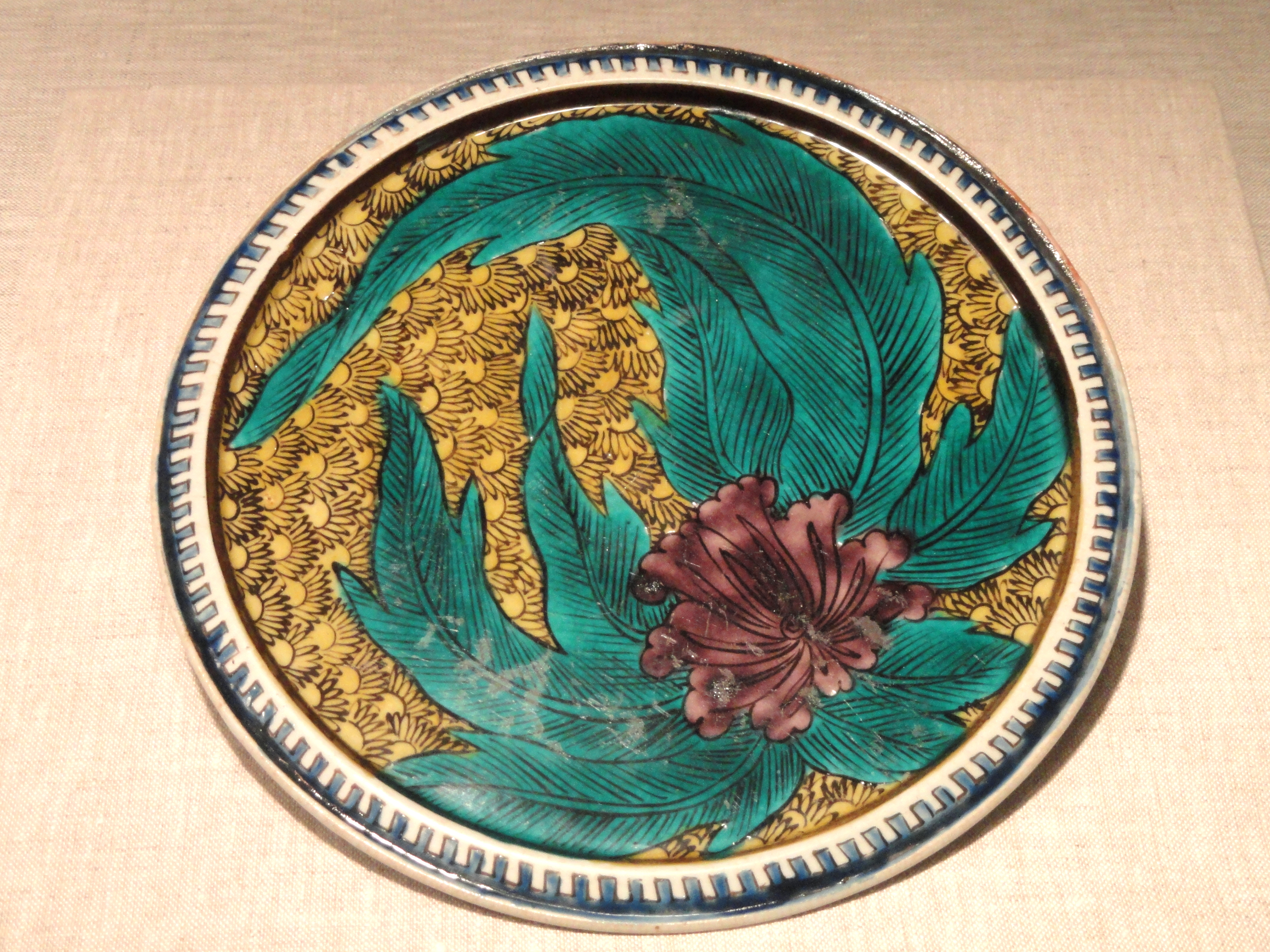
Porzellan-Teller, bemalt

Kutani-Keramik (japanisch 九谷焼, Kutani-yaki) ist die Bezeichnung für japanische Keramikprodukte, die in der Provinz Kaga, der heutigen Präfektur Ishikawa, im späten 17. Jahrhundert und dann wieder ab 1807 hergestellt wurden bzw. werden.

## Übersicht
Das „Alte Kuntani“ (古九谷, Ko-Kutani) wurde auf Anregung des Daimyō des Daishōji-han, von Gotō Seijirō (後藤 才次郎; 1634–1704), einem Keramik-Experten, in Kutani, einem Ortsteil von Yamanaka (山中町) am Südwestrand der Provinz Kaga, gegründet. Das Alte Kutani ist bekannt für seine Haushaltskeramik in einem zurückhaltenden dunklen Ton mit glasierter Oberfläche, meist Geschirr und Schalen. Die Körper waren grau und hatten eine gekörnte Oberfläche. Die weiße Glasierung reichte von gedecktem bis zu glänzendem Weiß, das auch einen leichten Blauton haben kann. Die blaue Unterglasur-Verzierung, falls vorhanden, reichte vom blassen Indigo-Blau bis zum tiefdunklen Ton. Die spätere Farbgebung betont Gelb und Grün. Die farbenfreudige und kräftige Gestaltung lehnt sich an das chinesische Porzellan der Qing-Dynastie an, aber auch an die Bilder und Textilien der Kanō- und der Tosa-Schule.
Im 19. Jahrhundert wurde das Alte Kutani in den zwanziger Jahren von Reihe von Brennöfen wiederbelebt, vor allem in Kutani selbst, aber auch in der Yoshida-Gegend. Der Name „Kutani“ wurde auch Stücken in Rot und Gold gegeben, die im Westen nachgefragt waren, die aber eigentlich aus Arita kamen. Im 19. Jahrhundert übernahmen daraufhin auch die Töpfer in der Provinz Kaga diesen Keramik-Typ.

## Bilder

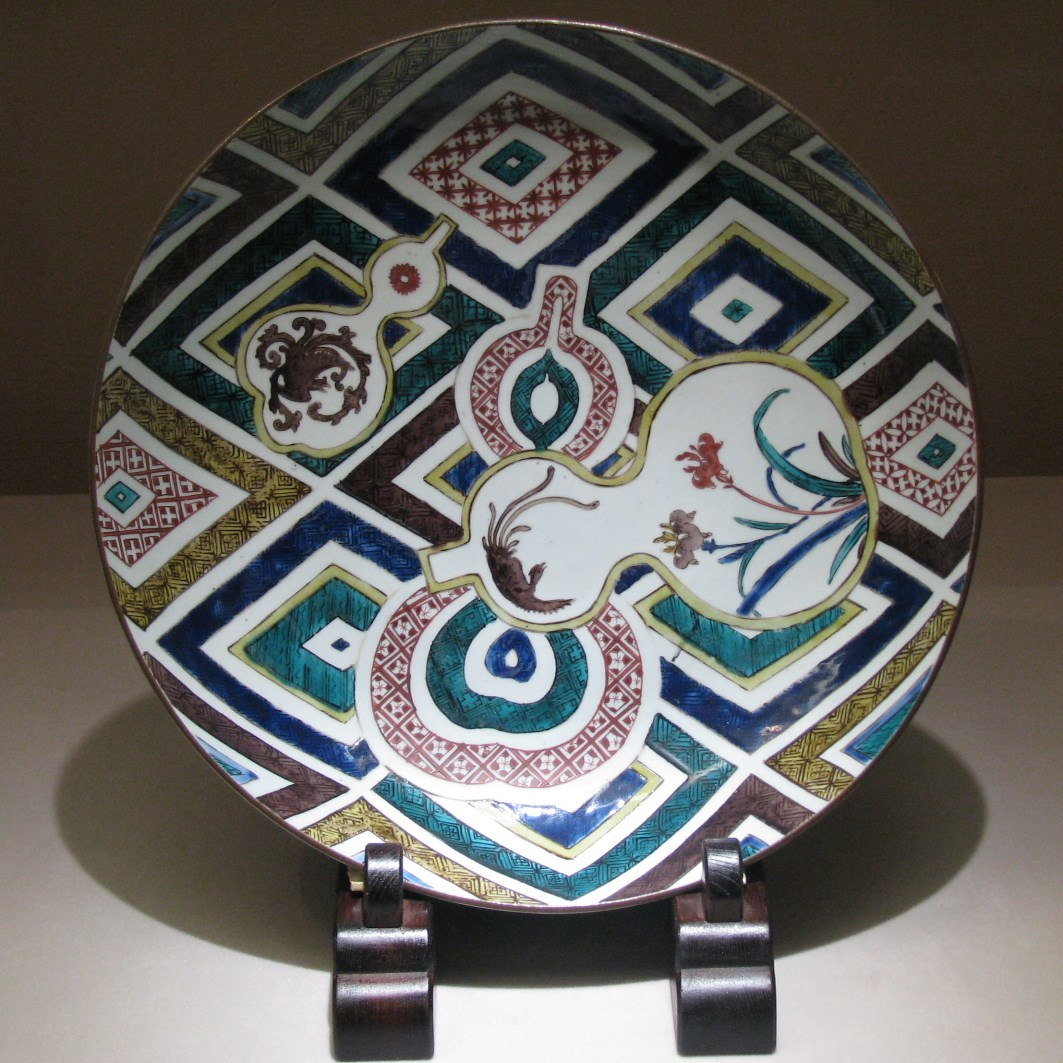
Alt-Kutani (Arita)
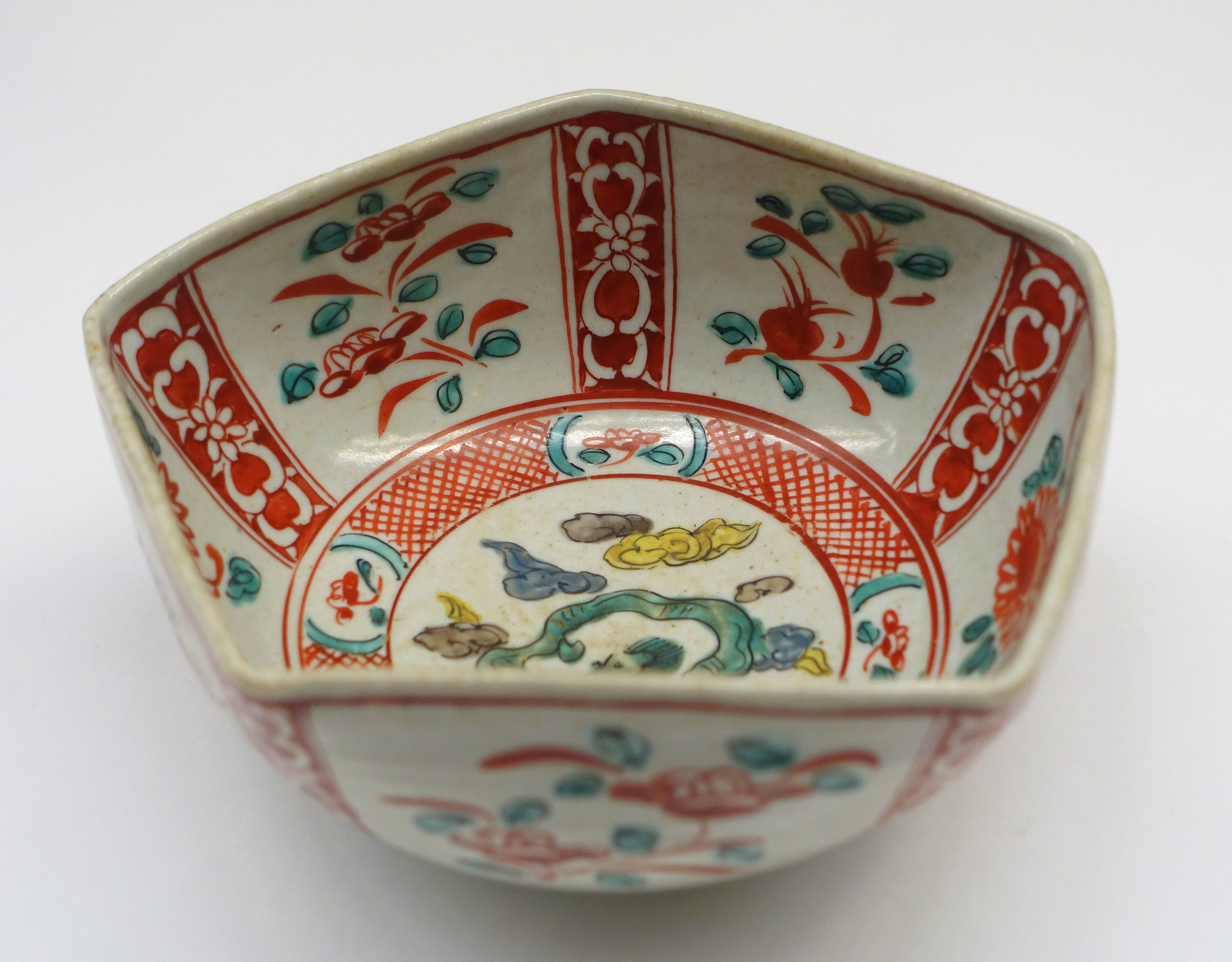
Alt-Kutani
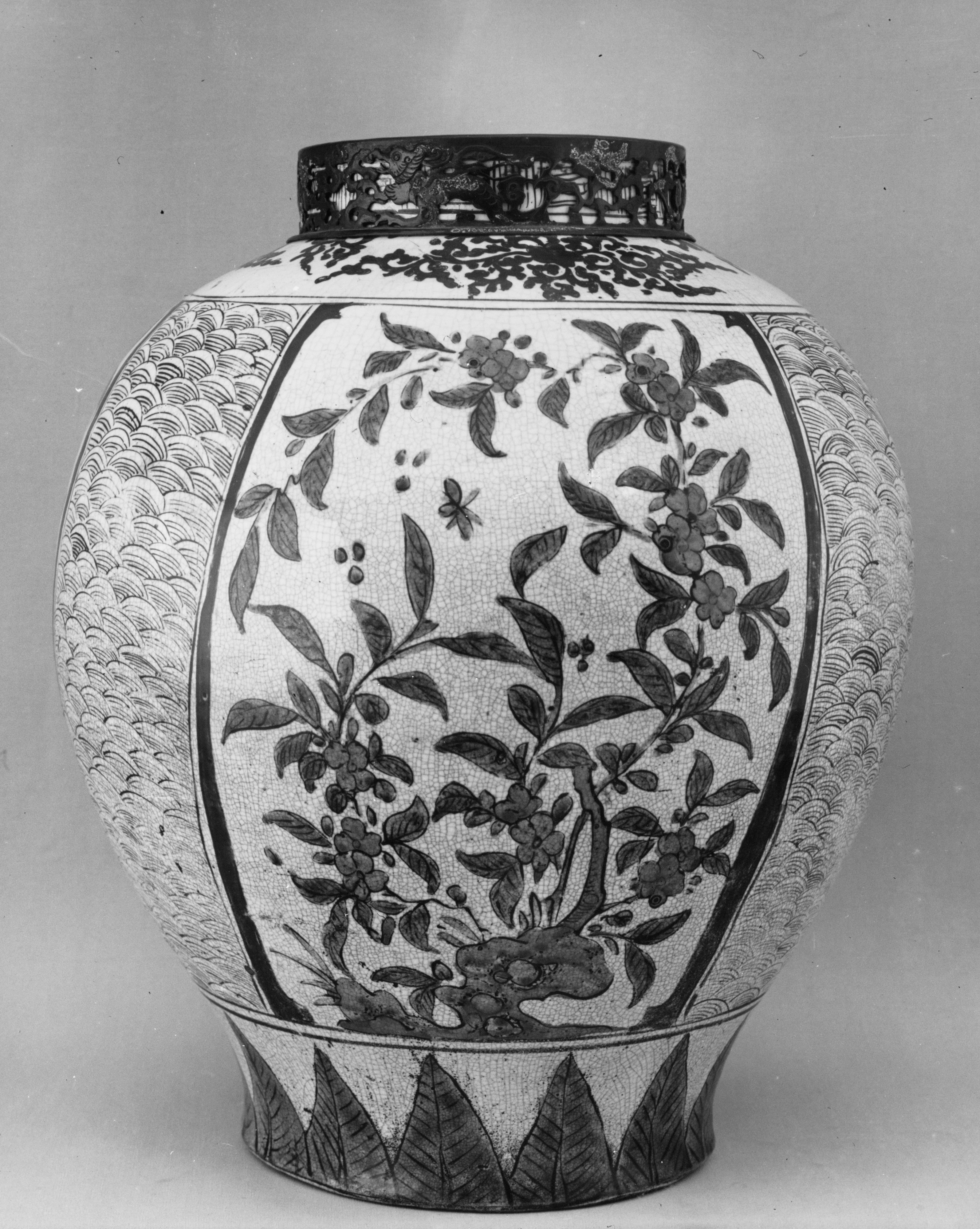
Kutani
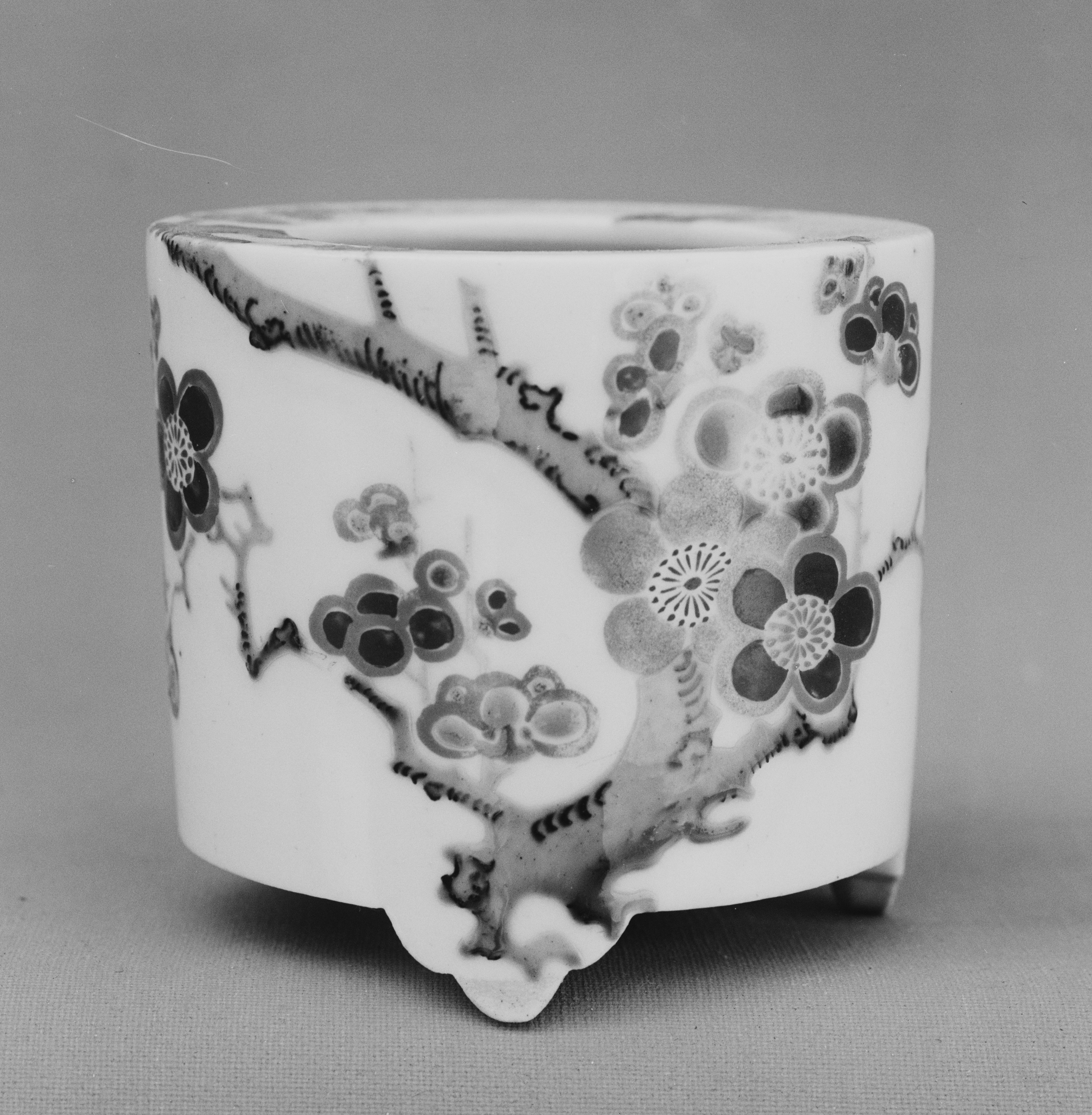
Kutani
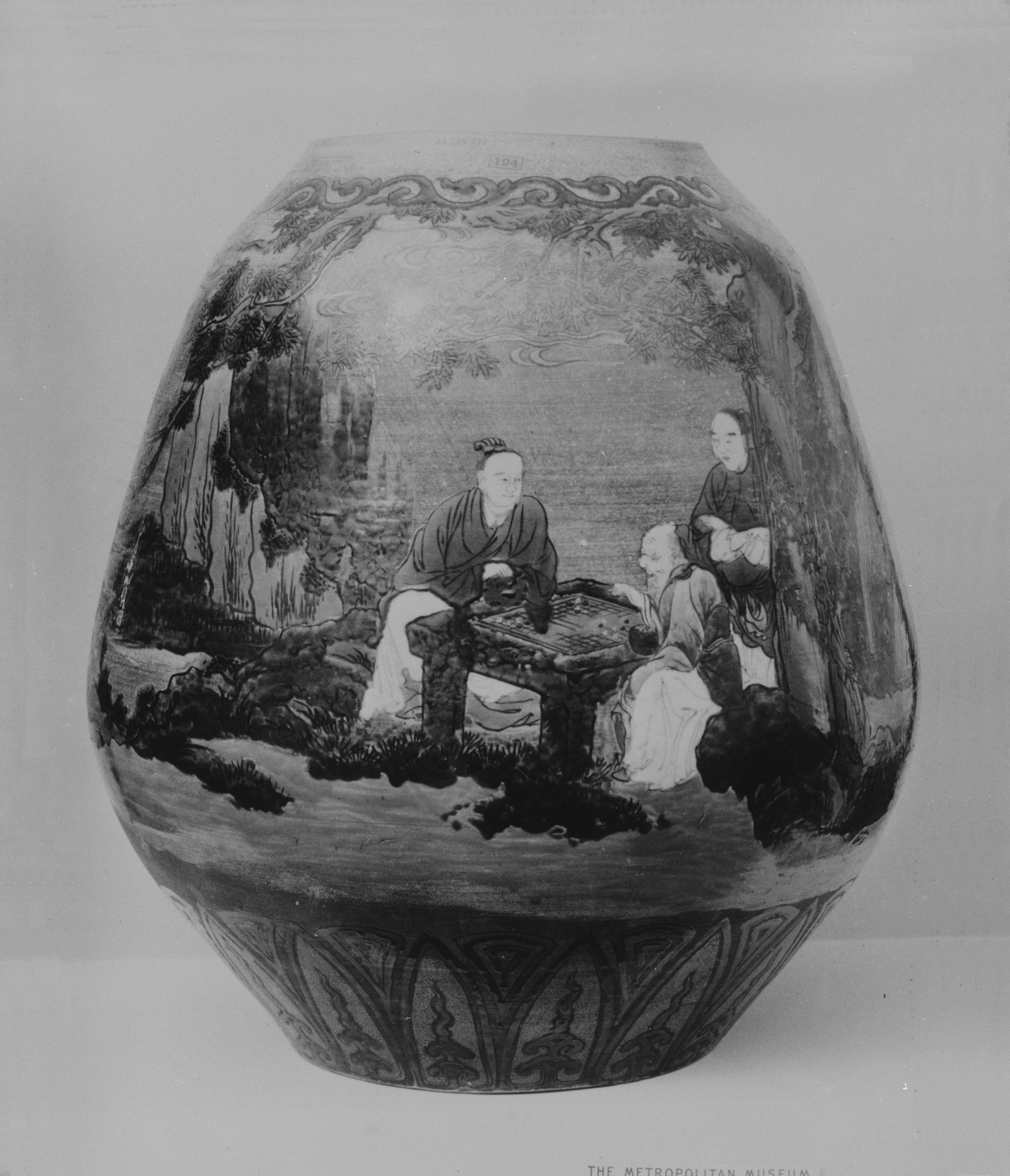
Kutani
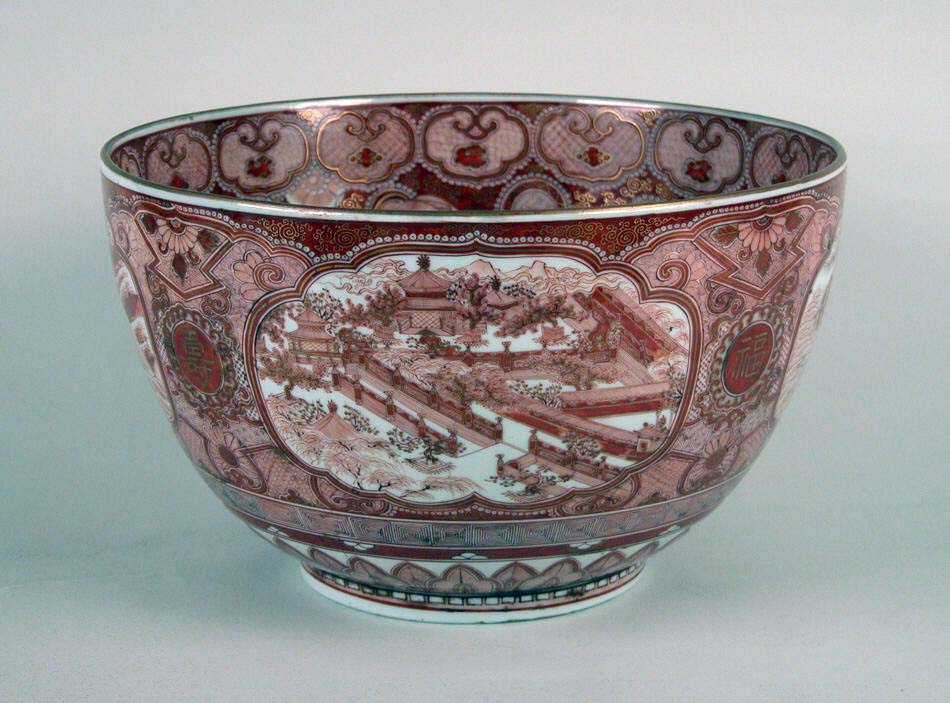
Kutani
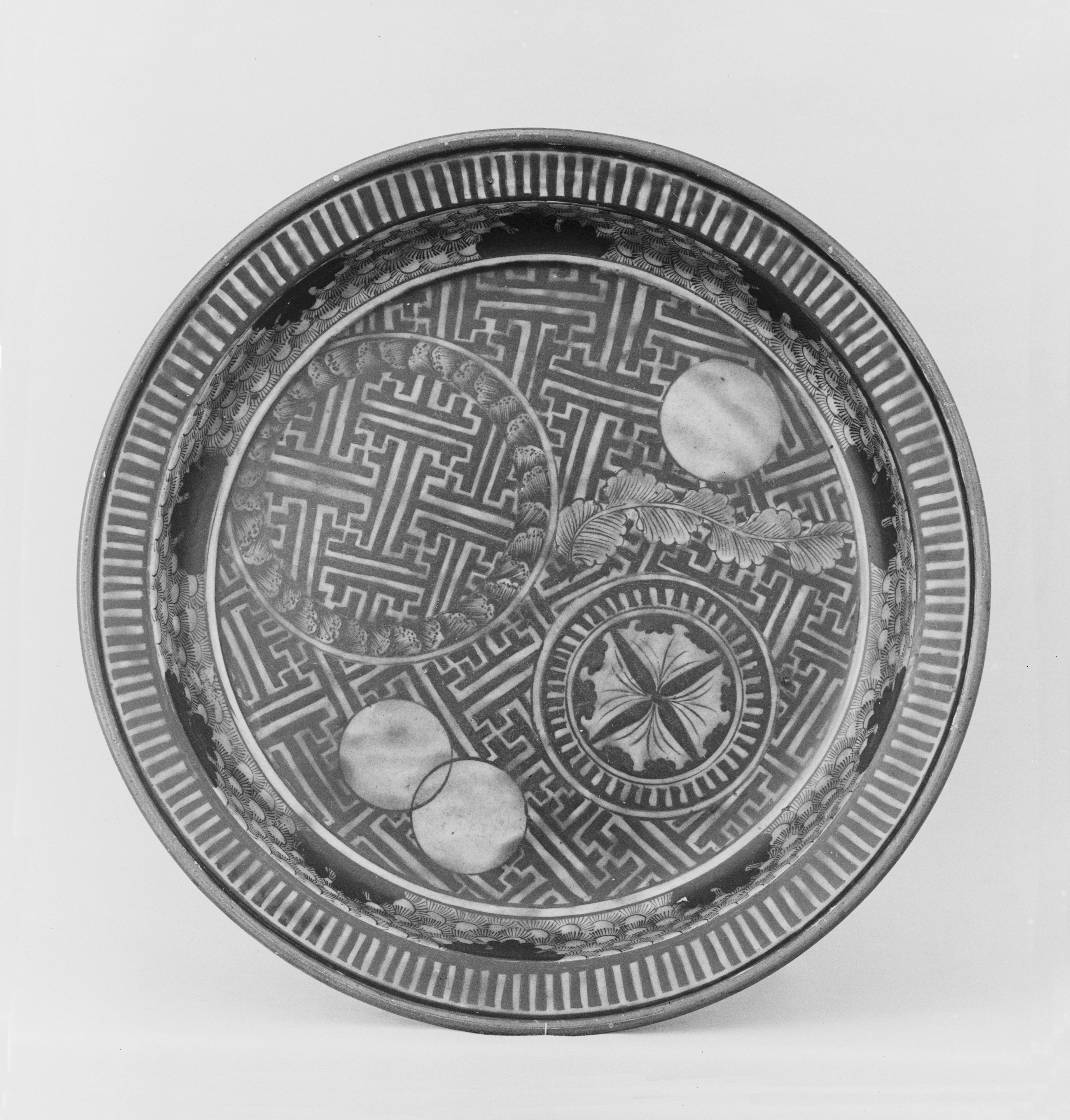
Kutani
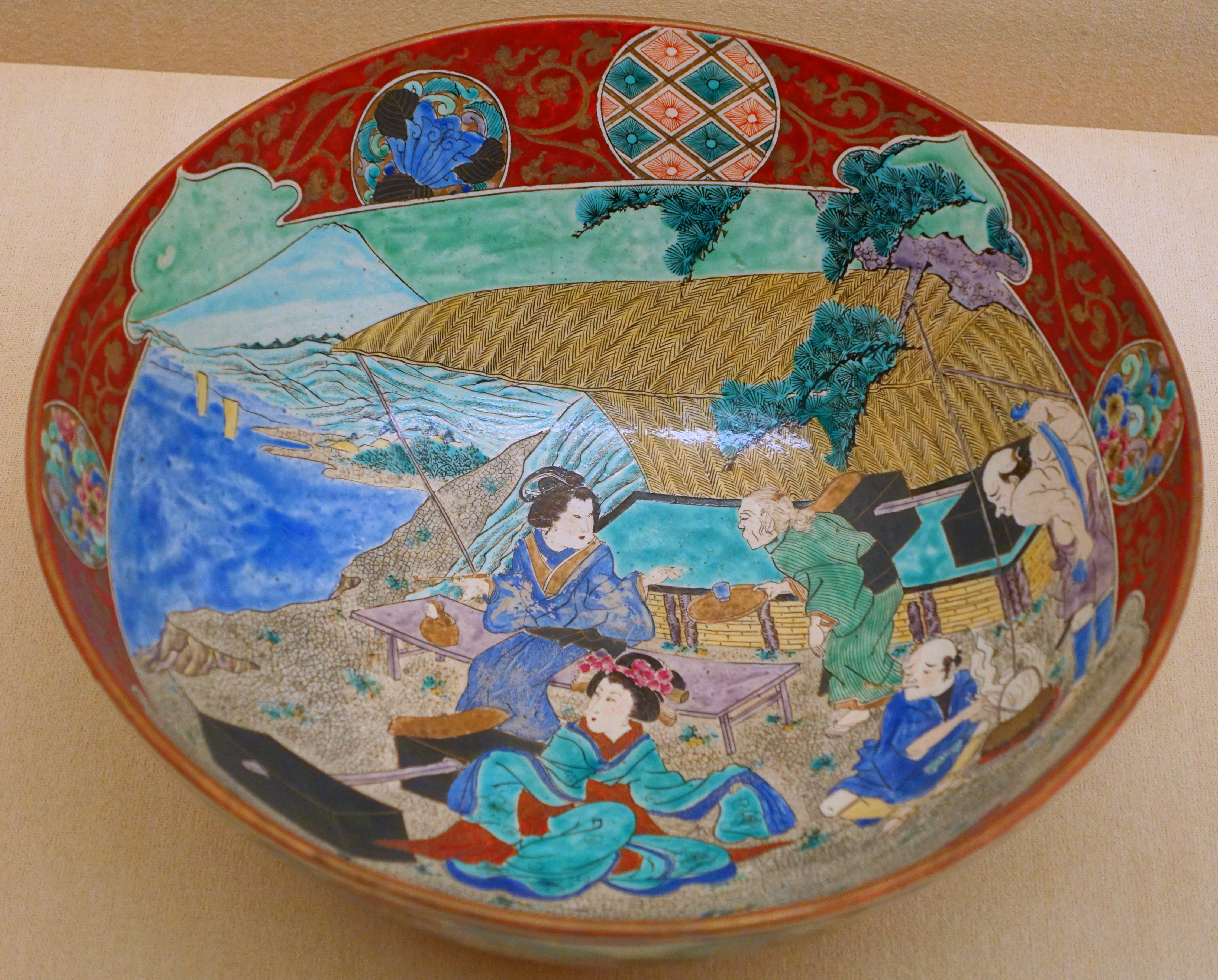
Spätes Kutani